# Kakadu cienkodzioba
Kakadu cienkodzioba (Cacatua tenuirostris) – gatunek średniej wielkości ptaka z rodziny kakaduowatych (Cacatuidae), podrodziny kakadu (Cacatuinae). Występuje w południowo-wschodniej Australii. Niezagrożony wyginięciem.
Hałaśliwy, stadny ptak. Związany z zaroślami eukaliptusowymi, porastającymi okolice rzek lub ich brzegi. Pierwotnie żywił się głównie podziemnymi organami roślinnymi (bulwami, cebulami i kłączami); wraz ze zwiększaniem areału upraw rolnych na terenie Australii w diecie kakadu cienkodziobych zwiększał się także udział ziaren zbóż, np. pszenicy.
W lęgu 2–4 białe jaja, które oba ptaki z pary wysiadują przez 24–27 dni. Młode pozostają w gnieździe do 56 dni od wyklucia. Są zdolne do rozrodu po 3–4 latach. C. tenuirostris może żyć ponad 50 lat. Introdukowane lub zbiegłe z niewoli ptaki szybko się rozprzestrzeniają, w niektórych rejonach, np. zachodniej Wiktorii, stając się uciążliwymi szkodnikami upraw.

## Taksonomia
Kakadu cienkodzioba po raz pierwszy została opisana w 1820 roku przez Heinricha Kuhla pod nazwą Psittacus tenuirostris. Miejsce zebrania holotypu zapisano jako Nova Hollandia; według autorów Handbook of the Birds of the World oznaczało to Nową Południową Walię, choć w innym ujęciu nazwa ta mogła się odnosić do wybrzeża Port Phillip.
W rodzaju Cacatua gatunek umieścił w 1828 roku, pod nazwą Cacatua nasicus, René Primevère Lesson; opracowany system klasyfikacji zaprezentował w Manuel d’Ornithologie. Aktualna nazwa akceptowana przez IOC – Cacatua tenuirostris – została po raz pierwszy wspomniana w 1864 roku w spisie Catalogue Systematique, wydanym przez Narodowe Muzeum Historii Naturalnej w Leiden. Ostatecznie zatwierdzono ją w 2010 roku.
W wydanym w 1995 spisie gatunków ptaków uwzględnionych w załącznikach CITES kakadu długodzioba (Cacatua pastinator) została wpisana również jako podgatunek kakadu cienkodziobej – Cacatua tenuirostris pastinator. Wcześniej w 1913 roku Gregory Macalister Mathews w List of Birds of Australia wyróżnił w gatunku Cacatua tenuirostris podgatunek nominatywny (C. t. tenuirostris) i C. t. pastinator, umieszczając ją w monotypowym rodzaju Licmetis (obecnie mającym status podrodzaju). Ponieważ stwierdzono hybrydyzację pomiędzy osobnikami populacji C. t. tenuirostris, C. t. pastinator oraz Cacatua sanguinea, mówi się o kompleksie gatunków C. tenuirostris, przy czym wysunięto przypuszczenie, że dwa pierwsze z wymienionych taksonów kakadu miały wspólnego przodka, którego także cechował charakterystyczny, długi dziób. Gatunek jest klasyfikowany przez IOC jako monotypowy.
Szczątki kopalne kakadu cienkodziobej odnaleziono w Green Waterhole Cave w Australii Południowej. Wszystkie ptasie szczątki subfosylne odkryte w jaskini mogą liczyć od 15 tys. do 40 tys. lat. Łącznie znaleziono 127 kości, należących do co najmniej 31 osobników. Przedtem nie znaleziono żadnych szczątków kopalnych papug z rodzaju Cacatua. Wydaje się, że długi, bardzo charakterystyczny dziób jest cechą uzyskaną w toku ewolucji. Przodkowie papug z podrodzaju Lycmetis („corellas”) byli prawdopodobnie krótkodziobymi ptakami, żywiącymi się ziarnami i owocami. Jedna z hipotez na temat wykształcenia się długiej szczęki mówi, że na południu kontynentu, gdzie panował chłodniejszy klimat, wilgoć z podłoża nie parowała tak intensywnie jak na północy, dzięki czemu gleba mogła pozostawać miękka przez dłuższy czas. Miałoby to umożliwić papugom poszukiwanie pożywienia w ziemi, co faworyzowałoby osobniki z dłuższymi dziobami, którymi mogłyby sprawniej ryć w poszukiwaniu kłączy i bulw. Choć niektórzy autorzy uważają, że wspólny przodek papug z tego kompleksu gatunków miał długi, zakrzywiony dziób, nie jest wykluczone, że u kakadu cienkodziobych i długodziobych taki kształt dzioba wyewoluował niezależnie. Prawdopodobnie linia C. tenuirostris była pierwszą oddzieloną linią ewolucyjną, kolejną zaś linia C. pastinator (następnie C. sanguinea gymnopis i C. sanguinea normatoni).
Etymologia nazwy naukowej: Słowo „kakadu” pochodzi z języka malajskiego od słowa kakak-tuá, nawiązującego do mocnego dzioba tych ptaków. Nazwa gatunkowa tenuirostris także odnosi się do dzioba. Słowo tenuis oznacza z łaciny „cienki”, „smukły”, natomiast rostrum znaczy dziób.

### Hybrydyzacja
Stwierdzono krzyżowanie się kakadu cienkodziobej z trzema gatunkami. Kakadu różowa (C. roseicapillus) jest sympatryczna wobec C. tenuirostris, zasięgi występowania obu gatunków pokrywają się w południowo-zachodniej Australii. W przypadku kakadu sinookiej (C. sanguinea) obszar wspólnego występowania gatunków rozciąga się na wschód od Adelaide. Mieszańce kakadu cienkodziobej i żółtoczubej (C. galerita) stwierdzano we wschodniej Wiktorii; jedynie w przypadku krzyżowania się z tym gatunkiem notowano przypadki wyklucia się piskląt.
Ernest Warren opisał przypadek mieszanej pary kakadu żółtoczubej (samiec, co najmniej 4 lata) i cienkodziobej (samica, co najmniej 12 lat), które właściciel zakupił w Durbanie i trzymał w ogrodzie w, jak to określił, „dość naturalnych warunkach”. W okresie 1908–1913, co sierpień, samica składała jaja (jedno lub dwa). Złożone w 1908 jaja zostały zabrane kakadu, z obawy, że ptaki nie będą się nimi zajmować, i oddane kurze, która jednak zgniotła je z powodu zbyt cienkich skorupek. Dwa jaja złożone w 1909 oddano z tych samych przyczyn gołębiowi, który jednak się nimi nie interesował. W 1911 samica złożyła jaja z żerdki, dlatego się stłukły. W latach 1910, 1912 i 1913 spośród siedmiu jaj jedynie z dwóch wykluły się pisklęta. Warren zauważył, że udział odchowanych piskląt w stosunku do złożonych jaj jest niski, co może wynikać z tego, że osobniki rodzicielskie należały do dwóch różnych gatunków (zobacz: mechanizmy izolacji postzygotycznej). Oba dorosłe ptaki zostały uwiecznione na rycinie, podobnie jak ich potomstwo. W momencie badania mieszańców jeden był w wieku trzech lat, drugi zaś trzech miesięcy; oba miały cechy mieszane i były do siebie bardzo podobne.
Zdaniem Warrena długość i barwa czuba (zarówno u C. galerita, jak i C. tenuirostris) nie jest cechą dominującą ani recesywną, ponieważ u mieszańców wystąpiły pomarańczowe czuby średniej długości, łączące cechy obu rodziców.

## Morfologia
Kakadu cienkodzioba jest średniej wielkości krępą papugą, o białym upierzeniu i krótkim ogonie. Czub także krótki, o długości 33–34 mm, nie zawsze widoczny. Górna szczęka wyraźnie dłuższa niż żuchwa. Dookoła oka naga, szaroniebieska lub jasnoniebieska skóra; wokół nagiej obrączki ocznej i dzioba pióra pomarańczowoczerwone. Pomarańczowoczerwona plama występuje też na wierzchu głowy, pod czubem. Na gardle czerwonopomarańczowy pas. Masa ciała wynosi 565–640 g. Samca wyróżnia wyraźnie dłuższy i smuklejszy dziób. Tęczówka ciemnobrązowa. Dziób biały, niebieskawoszary u nasady. Nogi i stopy szare.
Wymiary średnie

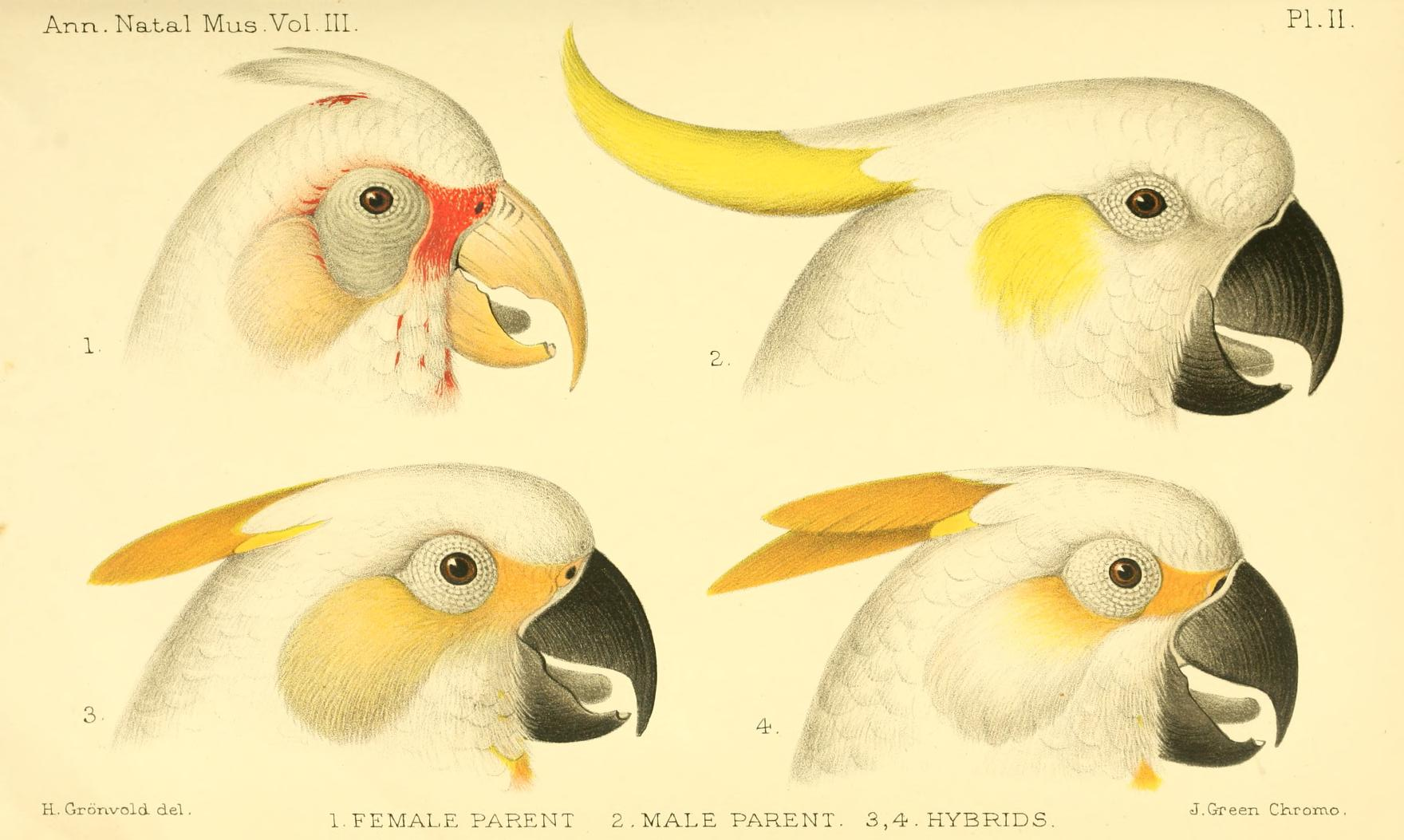
1. Samica; 2. Samiec 3., 4. Potomstwo (autor: Ernest Warren)

Długość ciała wynosi 37–41 cm, rozpiętość skrzydeł 80–90 cm. U 23 zbadanych samców długość skrzydła wynosiła 268–288 mm, u 24 samic 255–278 mm; długość dzioba u tychże samców mieściła się między 46,3 a 52,6 mm, natomiast u samic 41,6 a 50,6 mm. Długości ogona nie podano wprost, jednak odnotowano, że stosunek długości skrzydło/ogon wynosi zazwyczaj 0,44–0,46. U okazów pochodzących ze zbiorów Muzeum Brytyjskiego (wymiary uśrednione) ogon ma długość ok. 12,7 cm, dziób ok. 5 cm (1,95 cala), a skok ok. 2,41 cm (0,95 cala).

## Występowanie
Kakadu cienkodzioba jest endemitem Australii, gdzie występuje w południowo-wschodniej części kontynentu. Jej naturalne rejony występowania to trzy stany: południowo-wschodnia Australia Południowa, obszary trawiaste w zachodniej części stanu Wiktoria oraz południowa Nowa Południowa Walia, gdzie spotyka się ją na obszarze zwanym Riverina.
W stanie Queensland została introdukowana. Musiało to nastąpić przed 1865, ponieważ już John Gould w wydanym tamtego roku dziele Handbook to the Birds of Australia wspomniał o występowaniu C. tenuirostris w tym stanie. W Nowej Południowej Walii na wolności żyją ptaki, które uciekły z niewoli; ich populacja jest regularnie zasilana nowymi uciekinierami. Według The Birds of Australia (1911) ptaki tego gatunku można również spotkać w Terytorium Północnym, nie odnotowano jednak, jak się tam znalazły. Kakadu cienkodzioba znajduje się na liście ptaków wyspy King w kategorii pojawiające się nieregularnie, rzadko lub sporadycznie (wyspa King leży około 90 km od wybrzeża Australii). Także na Tasmanii spotyka się osobniki tego gatunku: najprawdopodobniej są to ptaki zbiegłe z niewoli.
Habitat
Żyje na obszarach trawiastych, leśno-trawiastych, lasach rosnących na brzegach rzek oraz na obszarach rolniczych i uprawach. Gatunek związany z eukaliptusami; w zasiedlanych środowiskach częsty jest na przykład eukaliptus kamaldulski, E. fasciculosa i E. ovata. Ptak zawsze występuje w okolicy rzek lub strumieni. Prócz eukaliptusów w środowiskach wybieranych przez ten gatunek rośnie Allocasuarina luehmannii (rzewniowate). Kakadu cienkodzioba jest spotykana do wysokości 400 m n.p.m.

## Pożywienie
Gatunek przystosowany do kopania w ziemi dziobem w poszukiwaniu kłączy i innych podziemnych organów roślinnych, na przykład bulw tworzonych przez pochrzyn (Dioscorea), cebuli storczykowatych i różnych organów liliowców. Zjada również bulwy introdukowanych Romulea rosea (kosaćcowate). Prócz pokarmu roślinnego żywi się złożonymi w glebie jajami prostoskrzydłych (Orthoptera). Do jego pokarmu należą też opadnięte lub już zasiane nasiona zbóż, w tym pszenicy. John Gould napisał o kakadu cienkodziobych następująco:

Nierzadko przypuszczają szturm na świeżo obsiane pola kukurydzy, gdzie są najbardziej niszczycielskim ptakiem, jakiego można sobie wyobrazić.

Badania prowadzone przez 7 lat w zachodniej Wiktorii wykazały, że kakadu cienkodziobe w tym rejonie porzucają swój pierwotny skład pożywienia na rzecz nasion. Wśród jeszcze niestrawionego pokarmu, znajdującego się w wolach lub żołądkach gruczołowych 314 osobników, około 90% objętości stanowiły ziarna zbóż, nasiona słonecznika, ostu i przedstawicieli Romulea. Ta zmiana wiąże się z zanikaniem roślin tworzących organy podziemne, co nastąpiło po wprowadzeniu upraw zbóż przez kolonistów z Europy. Według danych z 2000 dla ptaków z zachodniej Wiktorii około 49% diety stanowią nasiona, które mogą być spożywane cały rok. W zachodniej Wiktorii kakadu cienkodziobe latem żerują w ciągu dnia dłużej niż sympatryczne kakadu różowe i żółtoczube, ponieważ ich pożywienie jest trudniejsze do zdobycia.
W roku 2000 przeprowadzono serię eksperymentów z udziałem sześciu dorosłych ptaków. Dzięki tym badaniom chciano poznać preferencje pokarmowe kakadu, aby właściwie dobrać przynętę w pułapce. W eksperymencie nr 1 ptaki miały do wyboru łuskany i niełuskany owies oraz łuskany i niełuskany słonecznik; nie ograniczono im dostępu do pokarmu ani jego rodzajów. Spożyły średnio 23,47±6,8 g pożywienia w ciągu dnia; przy średniej wadze tych osobników (512 g) jest to około 4,6% masy ciała. W tej samej serii eksperymentów wykazano, że w niewoli kakadu preferują łuskany owies, jest więc on najlepszym ziarnem, by zwabić je do pułapki.

## Tryb życia i zachowanie
Papuga żeruje w chłodniejszych porach dnia, w południe odpoczywa w cieniu. O świcie opuszcza miejsce spoczynku, aby się napić. Układanie się ptaków do snu na gałęzi opisane jest jako akrobatyczne. Gatunek stadny; poza sezonem lęgowym bywa widywany w stadach liczących około 2000 osobników. Większość czasu spędza na ziemi. W trakcie żerowania jeden osobnik pozostaje na drzewie w roli „strażnika”. Porusza się seriami skoków, znacznie szybszych niż u kakadu żółtoczubej, od której także szybciej uderza skrzydłami. Nie ma niezdarnego, „kaczkowatego” chodu jak inne kakadu. W pobliżu gniazd, w trakcie odpoczynku, ptaki przebywają w parach lub grupach rodzinnych, skrzecząc i trajkocząc.
W locie widoczne gwałtowne, trzepoczące uderzenia skrzydeł; niekiedy występują krótkie ślizgi na lekko wygiętych skrzydłach. Wydawany w locie głos kontaktowy to wibrujące, drżące curr-ur-rup. Zaniepokojona, kakadu cienkodzioba chrapliwie krzyczy.
Długość życiaW grudniu 1918 na spotkaniu Royal Society of New South Wales zaprezentowano serce i naczynia krwionośne osobnika, który dożył wieku około 40 lat. Nosiły ślady kalcyfikacji, która występuje (pomijając rozwój kośćca) również u ludzi w podeszłym wieku. W niewoli może żyć ponad 50 lat.
PierzeniePełne pierzenie lotek przechodzi w sześć miesięcy.

## Lęgi

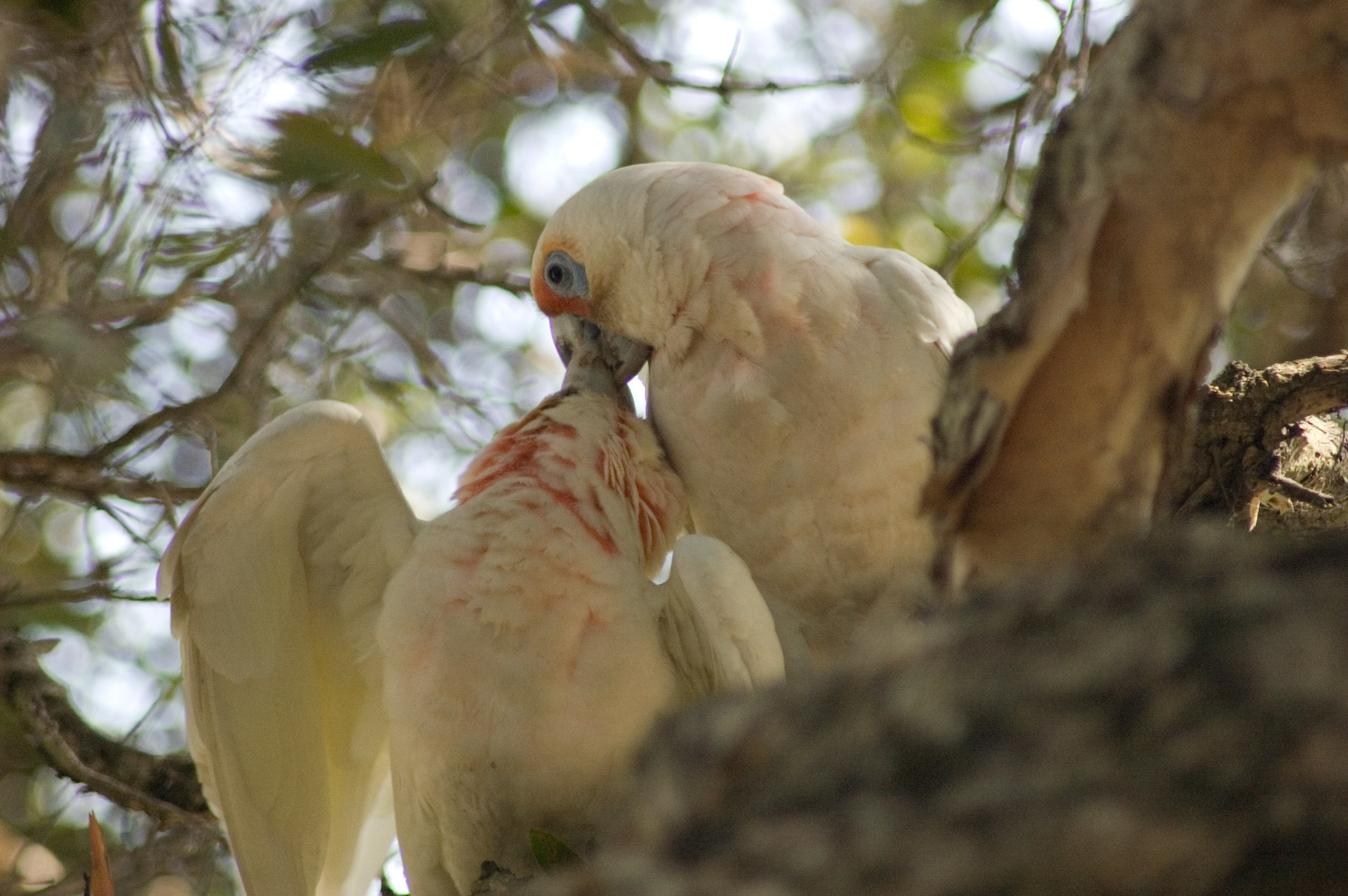
Karmiąca się para kakadu cienkodziobych, Sydney

Informacje o rozrodzie w warunkach naturalnych są niepełne. Okres lęgowy rozpoczyna się w sierpniu i trwa przez kolejne 2 miesiące. Gniazdo znajduje się w dziupli martwego drzewa na wysokości do 25 m nad ziemią. Papuga ta gniazduje kolonijnie. W przygotowaniu dziupli biorą udział oba ptaki z pary. Dziupla może być używana kilka lat z rzędu. Jedyną wyściółką są trociny. Jeżeli brakuje odpowiedniego miejsca, kakadu cienkodziobe potrafią wykopać otwór w miękkim zboczu przy rzece. Alfred John North odnotował, że wybierane miejsca są trudno dostępne, także dla człowieka.
Jaja stanowią blisko 3,4% masy ciała samicy (jedno waży około 22,1 g); na tle rodzaju Cacatua jest to przeciętny wynik. Składane są dwa, trzy albo cztery jaja. Chropowata skorupka przybiera barwę białą. Kształt jaja jest owalny, ze spiczastym szerszym końcem. Wymiary: około 35 na 25-28 mm.
Inkubacja trwa od 24 do 27 dni. Wysiadują oba ptaki z pary. Jak u większości kakadu, pisklęta wykluwają się pokryte puchem. Są w pełni opierzone po 49-56 dniach. Zanim się opierzą, następuje spadek masy. Zdolne do rozrodu po 3-4 latach.

## Hodowla
Kakadu cienkodzioba jest hodowana przez ludzi jako ptak ozdobny. John Gould w Handbook to the Birds of Australia (1865) pisał, że widział wiele tych ptaków w niewoli, zarówno w Nowej Południowej Walii, jak i w Australii Południowej. Do starszych książek świadczących o trzymaniu tego gatunku w domostwach należy także wydana w 1907 w Londynie How to sex cage bird. Oznacza to, że kakadu cienkodziobą hodowano w Europie już na początku XX wieku. Spośród kakadu australijskich ten gatunek najlepiej naśladuje ludzką mowę. Cena za parę w stanie Wiktoria to około 200$ (≈475 zł; stan w 2010). Gatunek polecany jest dla osób średnio zaawansowanych w hodowli papug. Źle znosi towarzystwo innych gatunków, może zabić współtowarzysza. Wymaga mocnej siatki w wolierze. Nie występują odmiany barwne.
Wybieg lub woliera powinny mieć długość co najmniej 4,5 m, by zapewnić ptakom możliwość swobodnego poruszania się. Zalecane wymiary skrzynki lęgowej dla C. tenuirostris to około 41 × 41 x 90 cm. Właściwym pożywieniem są urozmaicone mieszanki małych ziaren, do tego zielone liście, np. buraków liściowych, sałaty, gwiazdnicy oraz owoce. Poza tym ptaki tego gatunku wymagają zabawek przeznaczonych do niszczenia dziobem, jak gałęzie, kawałki drewna czy wysterylizowane szyszki. Lubią kąpiele.

## Status zagrożenia

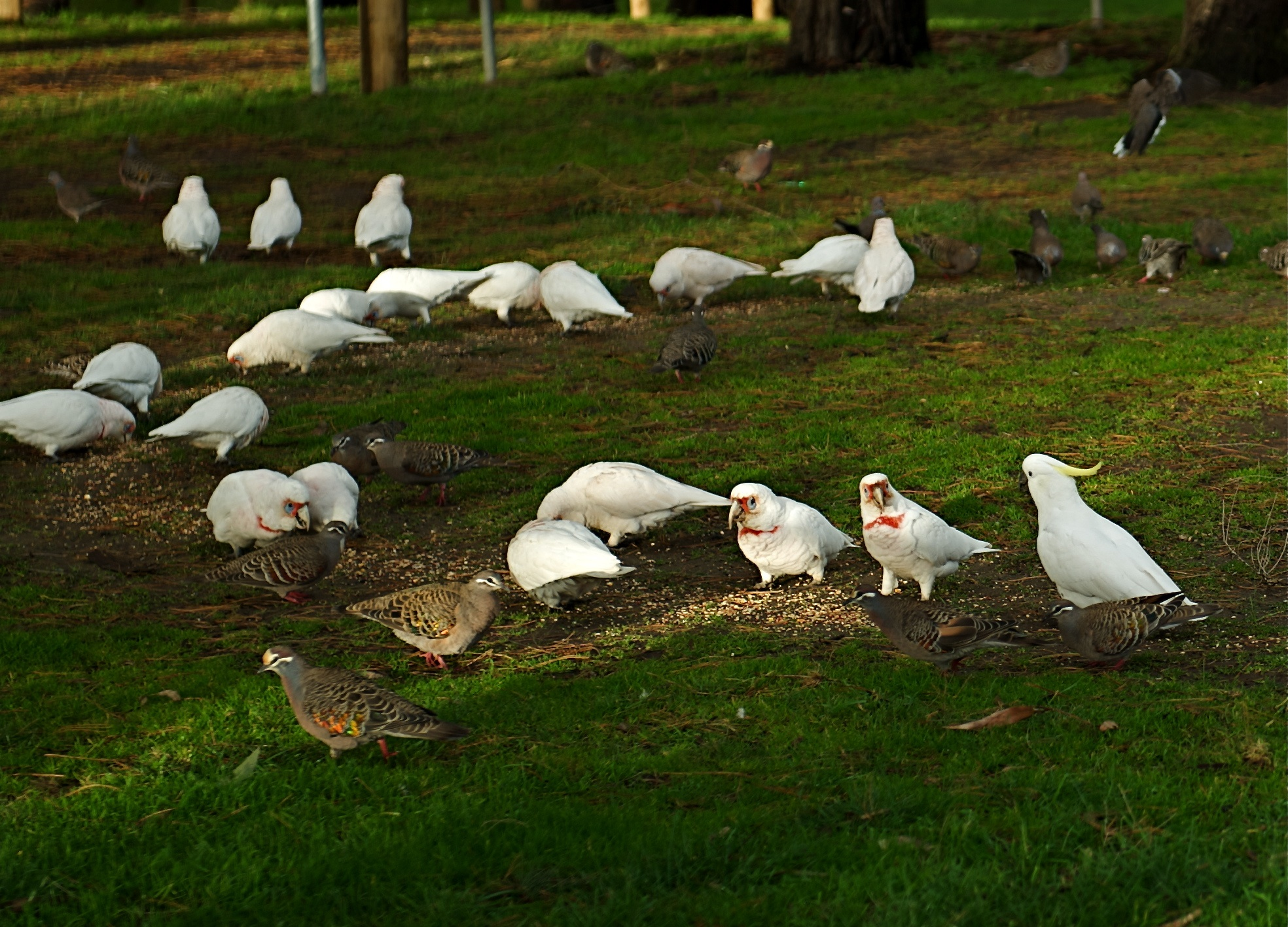
Mieszane stado kakadu cienkodziobych i gołębi błyskolotek białogardłych (Phaps chalcoptera), którym towarzyszy jeden osobnik kakadu żółtoczubej (Cacatua galerita) (w prawym rogu zdjęcia) w parku w Melbourne. Kakadu cienkodziobe stały się szkodnikami upraw w niektórych rejonach Australii. Stada tych ptaków kopią dziury w ziemi niszcząc boiska i pola golfowe, niszczą też elementy infrastruktury, np. przegryzając kable elektryczne.

Przez IUCN Cacatua tenuirostris zaklasyfikowana została jako gatunek najmniejszej troski (LC, Least Concern). Po przybyciu Europejczyków na kontynent populacja kakadu cienkodziobych zmniejszyła się ze względu na niszczenie środowiska i dużą liczebność królików, także żywiących się ziarnem. W latach 50. XX w. rozpoczęto ograniczanie populacji królików, poszerzyły się również obszary upraw zbóż i słonecznika, dzięki czemu stada kakadu stały się większe. W roku 2014 liczebność  kakadu cienkodziobej wykazywała tendencję wzrostową. Zasięg występowania tej papugi staje się coraz szerszy, na niektórych terenach ptak ten ma nawet status szkodnika.

### Kakadu cienkodzioba jako szkodnik
W Nowej Południowej Walii uchodzi za szkodnika. Stanowi konkurencję dla żałobnic brunatnych (Calyptorhynchus lathami), którym odbiera miejsca lęgowe; ponadto zajmuje miejsca w dziuplach, gdzie potencjalnie mogłyby gnieździć się kakadu długodziobe (C. pastinator) i pałanki wędrowne (Pseudocheirus peregrinus). W centrum Perth przenosi również chorobę dzioba i piór (PBFD), aspergilozę, różę, jersiniozę i salmonellozę. Może także zachodzić hybrydyzacja z innymi papugami z podrodzaju Licmetis, zdarzająca się też w hodowlach z udziałem tych gatunków.
W zachodniej części stanu Wiktoria razem z kakadu żółtoczubą i różową powoduje duże straty w uprawach zbóż, prawdopodobnie w największym stopniu spośród tych trzech gatunków. Żeby zniechęcić ptaki do żerowania na polach, wykorzystano między innymi wizualne i dźwiękowe odstraszacze, trutki oraz substancje drażniące. Rozważa się użycie w przyszłości m.in. 4-aminopirydyny, która była z powodzeniem stosowana do walki z epoletnikami krasnoskrzydłymi (Agelaius phoeniceus), niszczącymi uprawy kukurydzy cukrowej. Po spożyciu tego związku ptaki zwykle giną, a ich nerwowe, przedagonalne zachowanie i skrzeczenie odstraszają inne osobniki. Z szacunków wynika, że na sto ptaków jedynie jeden ginie, a reszta zostaje odstraszona. Problematyczny w stosowaniu trutek jest sposób żerowania kakadu, ponieważ zjadając ziarno odrzucają one łuskę, więc substancja, która jedynie pokrywa ziarno, może wcale na ptaka nie wpłynąć.
W 2007 roku w Perth stwierdzono występowanie 503 kakadu cienkodziobych. Zliczono je w ramach przygotowań do opracowania dokumentu, który miał ukazać szkodliwość introdukowanych gatunków papug w obszarze miasta (prócz kakadu cienkodziobej są to także kakadu sinooka i lorysa górska, Trichoglossus haematodus). Do szkodliwych działań tych ptaków oraz innych kakadu należy wykopywanie świeżo zasianej pszenicy lub owsa, wyjadanie nasion ze zbóż przeznaczonych dla bydła lub koni, zjadanie lub wyrywanie sadzonek eukaliptusów (z grupy nazywanej „Blue Gums”), pozostawianie dziur wydrapanych/wykopanych w ziemi, niszczenie drobnych gałązek lub liści na drzewach, gdzie ptaki przesiadują stadnie (niekiedy prowadzące do obumarcia drzewa), rozrywanie kabli oraz bardzo głośne zachowanie, nieprzyjemne dla mieszkańców. W ramach odłowu ptaków zaproponowano użycie pułapek typu „walk-in cage”, wystrzeliwane sieci („cannon nets”), pułapki z opadającą klapką (np. pokrytą siatką, „clap traps”) oraz odstrzał. Problem gwałtownie rozprzestrzeniających się kakadu był poruszany w australijskiej prasie, a nawet w parlamencie (19 października 2004).